# 을지로

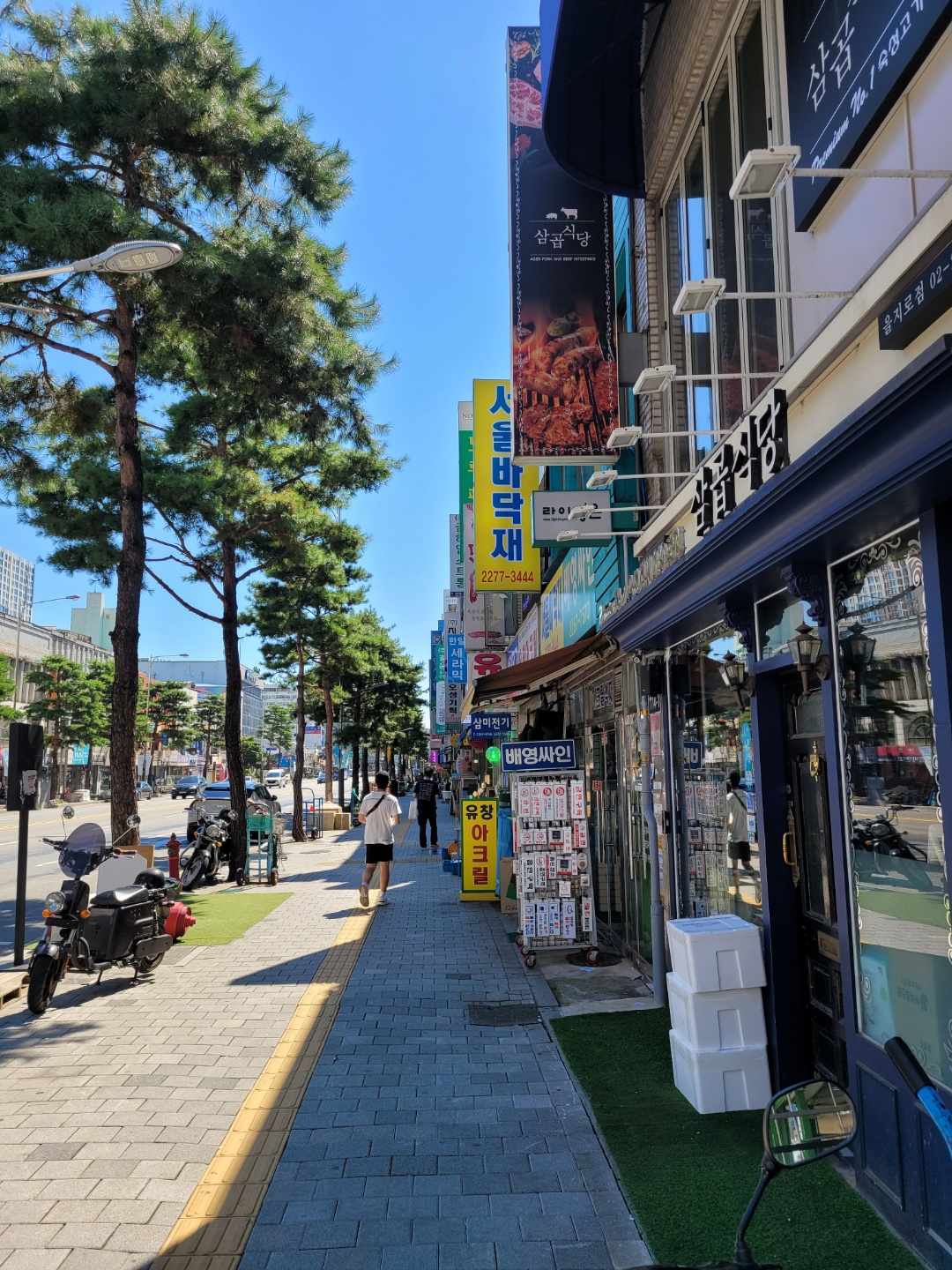
을지로3가역 동쪽 상가거리

을지로(乙支路, Eulji-ro)는 서울특별시 중구 소공동 97-3에서 시작하여 중구 신당동 224-2에 이르는 도로이자 법정동 이름이다. 왕복 6차선 도로이며 총 길이는 약 3km이다. 도로 전체 구간에 서울특별시도 제60호선과 서울 지하철 2호선이 지나간다. 또한 시청역에서 동대문역사문화공원역 사이에는 지하 상가가 조성되어 있다.

## 역사

### 구리개
현재의 을지로1가와 을지로2가 사이에 낮은 언덕이 있었다. 진흙으로 된 언덕이 구리빛을 띄어 구리개라고 불렀다. 조선 시대 한성부 남서(南署) 관할로 광통방(廣通坊), 회현방(會賢坊), 훈도방(薰陶坊), 대평방(大平坊), 성명방(誠明坊), 낙선방(樂善坊), 명철방(明哲坊) 지역에 해당한다.
구리개에는 한의원과 한약방이 모여 있었다. 개화기 세워진 서양식 의원인 제중원은 처음엔 재동에 있었지만 1887년 의원들이 밀집해 있던 구리개로 확장 이전하였다.
임오군란 당시 조선에 출병한 청나라 군대가 구리개에 주둔하였다. 포도대장 이경하의 집에 위안스카이가 주둔한 뒤 조청상민수륙무역장정이 채결되자 청나라 사람들이 이 일대에 살게 되었다. 이들은 최초의 한국 화교가 되었다. 1909년 명동에 한국한성화교소학교가 개교하였고 이후 지금까지 화교 커뮤니티가 이어지고 있다.

### 황금정

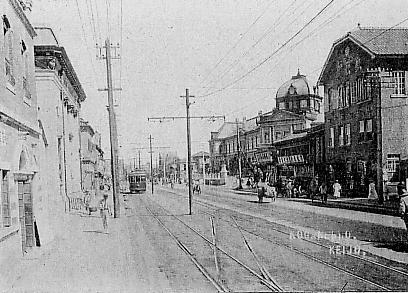
일제강점기의 경성부 황금정

대한제국 말기부터 지금의 명동을 중심으로 일본인들이 거류하기 시작하였다. 일본인들은 구리개를 황금정(일본어: 黃金町 고카네마치[*])이라 불렀다. 일제강점기: 1914년 일제에 의해 시행된 행정 구역 통폐합(부군면 통폐합)에 따라 각 방(坊) 관할의 동을 병합하여 경성부 황금정 1정목(黃金町一丁目)~7정목(도로명은 황금정통, 黃金町通)으로 나뉘었다.
일본은 1910년대에 "문명의 수준과 문화의 지표"로서 경성부의 도로 직선화를 추진하였다. 당시 황금정의 거류민들은 자신들의 이익을 위하여 황금정에서 명치정(명동)을 거쳐 용산으로 이어지는 도로를 희망하였으나 총독부는 동서 축의 도로 개설을 계획하고 있었다. 거류민들과 총독부의 절충안으로 만들어 진 것이 황금정통으로 지금의 을지로 노선이 되었다. 총독부는 러시아가 개발한 다롄시를 참고 삼아 경성부의 주요 도로가 직선화 되도록 설계하였다.:71-77
1925년 황금정7정목에 동대문운동장(당시 명칭 경성운동장)이 개장하였으며 2007년 12월 13일에 철거를 시작하였다.

### 을지로
1946년 일본식 동명(洞名) 정리 사업에 따라 고구려 을지문덕(乙支文德) 장군의 성씨인 을지(乙支)를 따서 개정되었다. 을지문덕의 이름을 도로명으로 삼은 것은 당시 화교의 성장을 의식한 것이라고 한다.
일제강점기 시기부터 상업과 경공업의 중심지였던 을지로는 한국전쟁으로 큰 피해를 보았고 전후 재건기에 많은 난민이 모여 살면서 판자촌이 형성되기도 하였다. 1966년부터 판자촌이 철거되면서 을지로 일대는 상업중심지로 형성되기 시작하였다. 1968년 세운상가가 세워졌고, 각종 시장들도 확장되었다.
2010년 5월 26일 도로명 주소가 고시되었다.

## 산업

### 인쇄 골목
조선 시대 지금의 충무로에 주자소가 있었고 1883년 지금의 을지로2가에 박문국이 세워졌다. 이듬해인 1884년 최초의 민간 인쇄소인 광인사가 창립하였다. 이후 충무로에서 을지로로 이어지는 길고 좁은 골목은 각종 인쇄업이 집중한 인쇄골목이 되었다. 2014년 통계청의 통계에 따르면 전국 인쇄관련 사업체 18,523개 중 서울특별시 중구에 있는 업체가 5,492개로 전국의 29.6%이다. 인쇄 골목에 전국 인쇄업의 4분의 1 이상이 밀집하여 있는 셈이다.

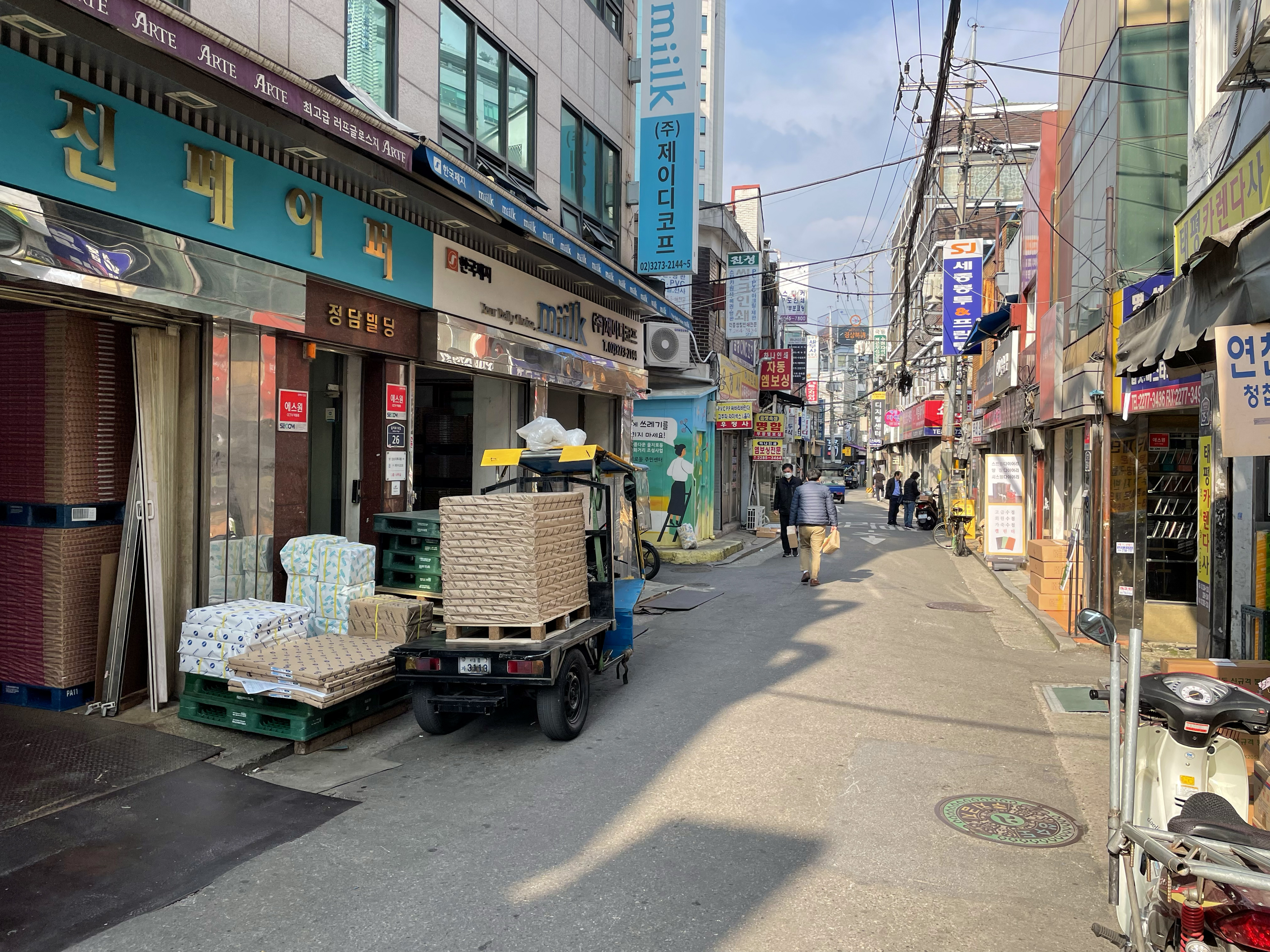
을지로 인쇄골목의 종이 도매상, 가게 앞에 포장된 종이 배달
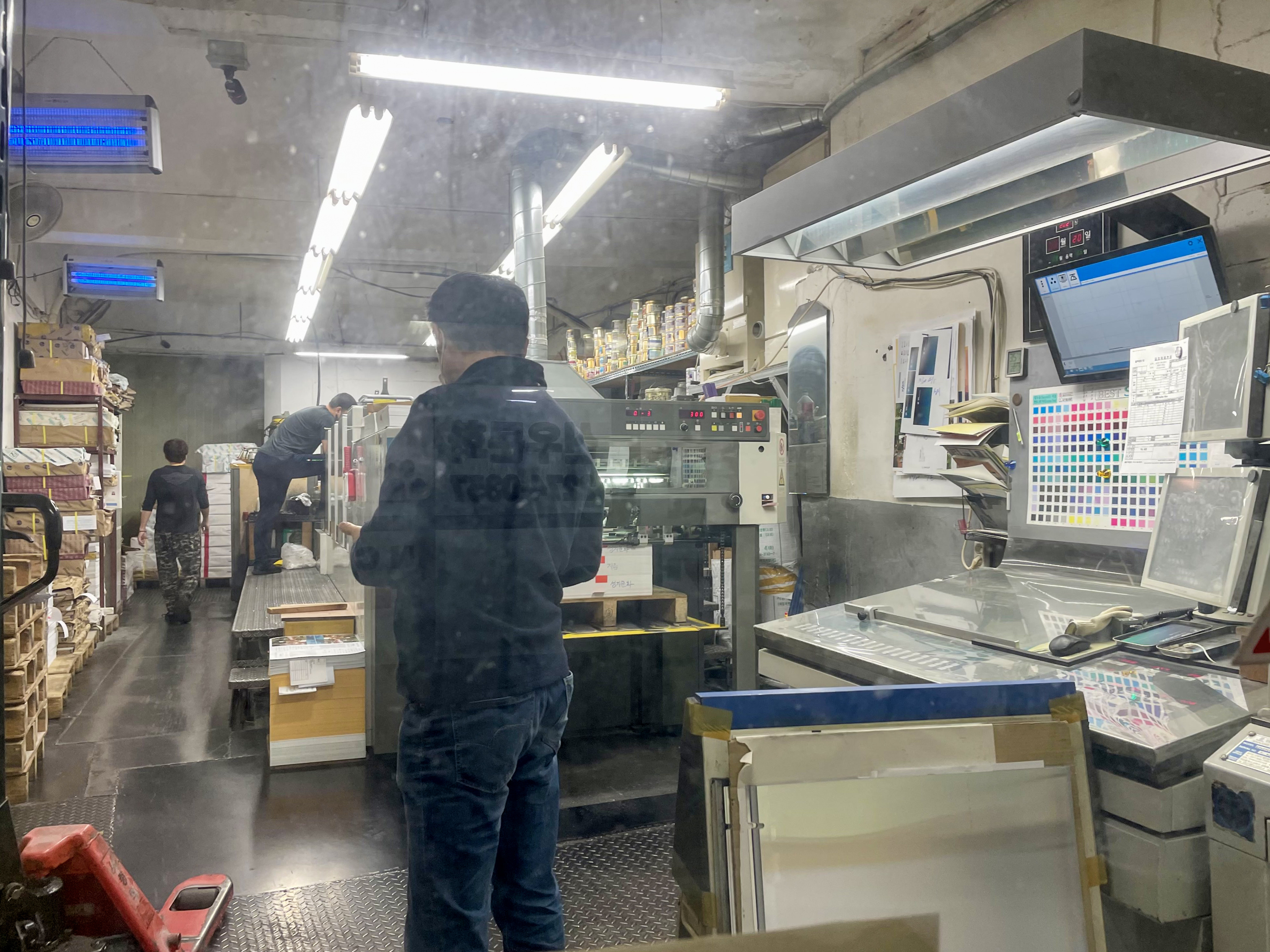
순환광고인쇄
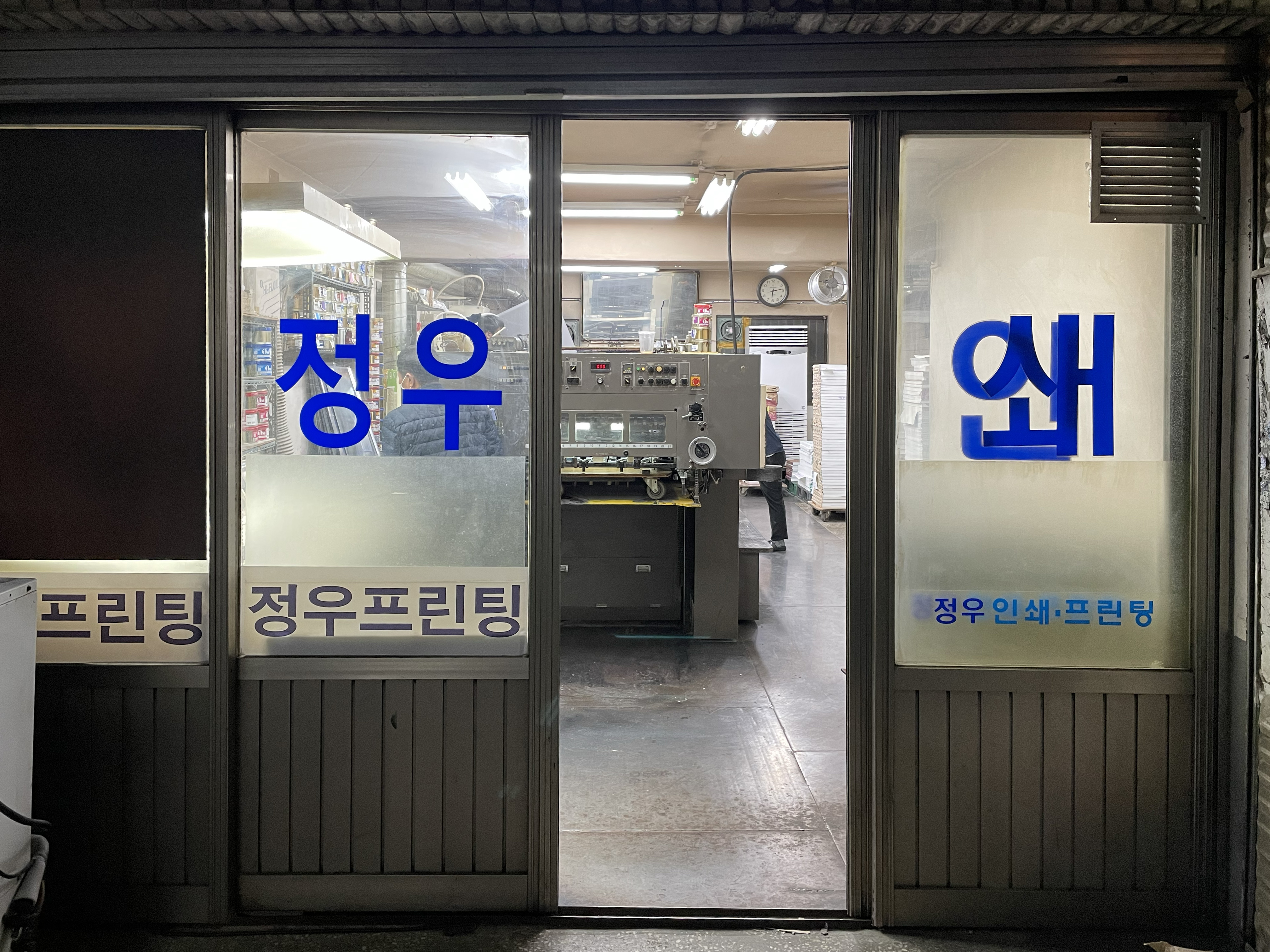
정우인쇄
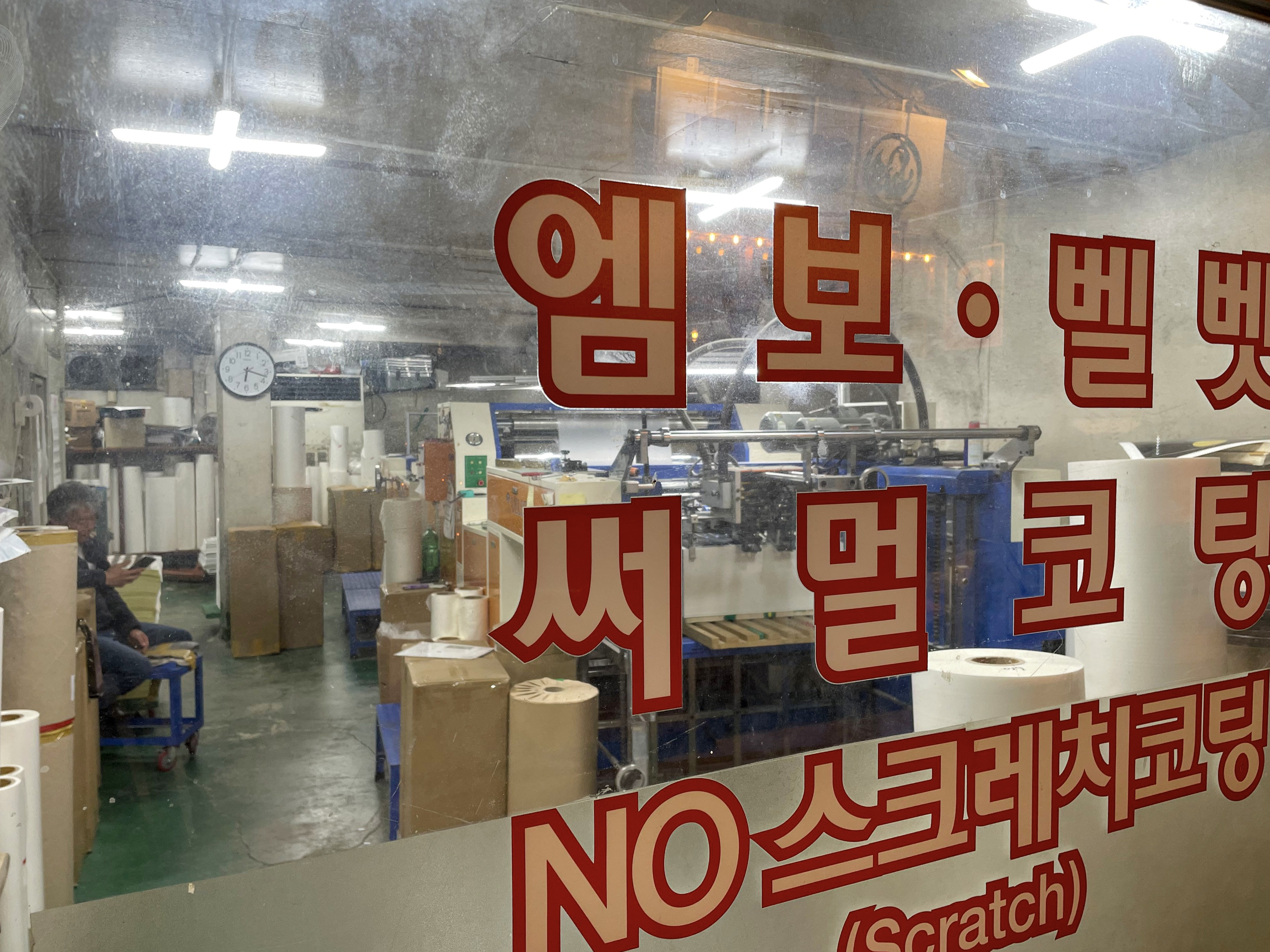
을지로 인쇄골목 코팅업체
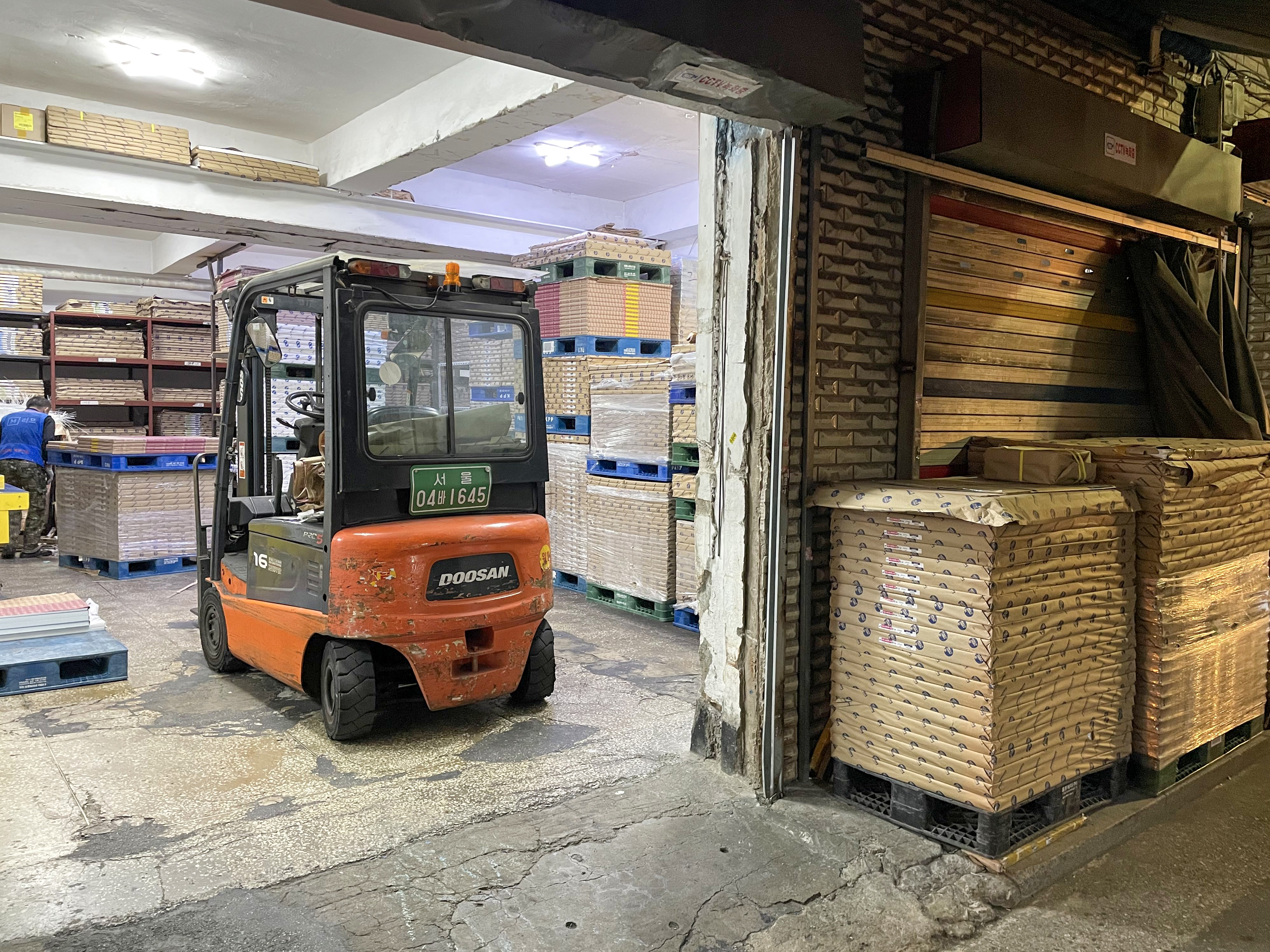
을지로 인쇄골목의 종이 도매상
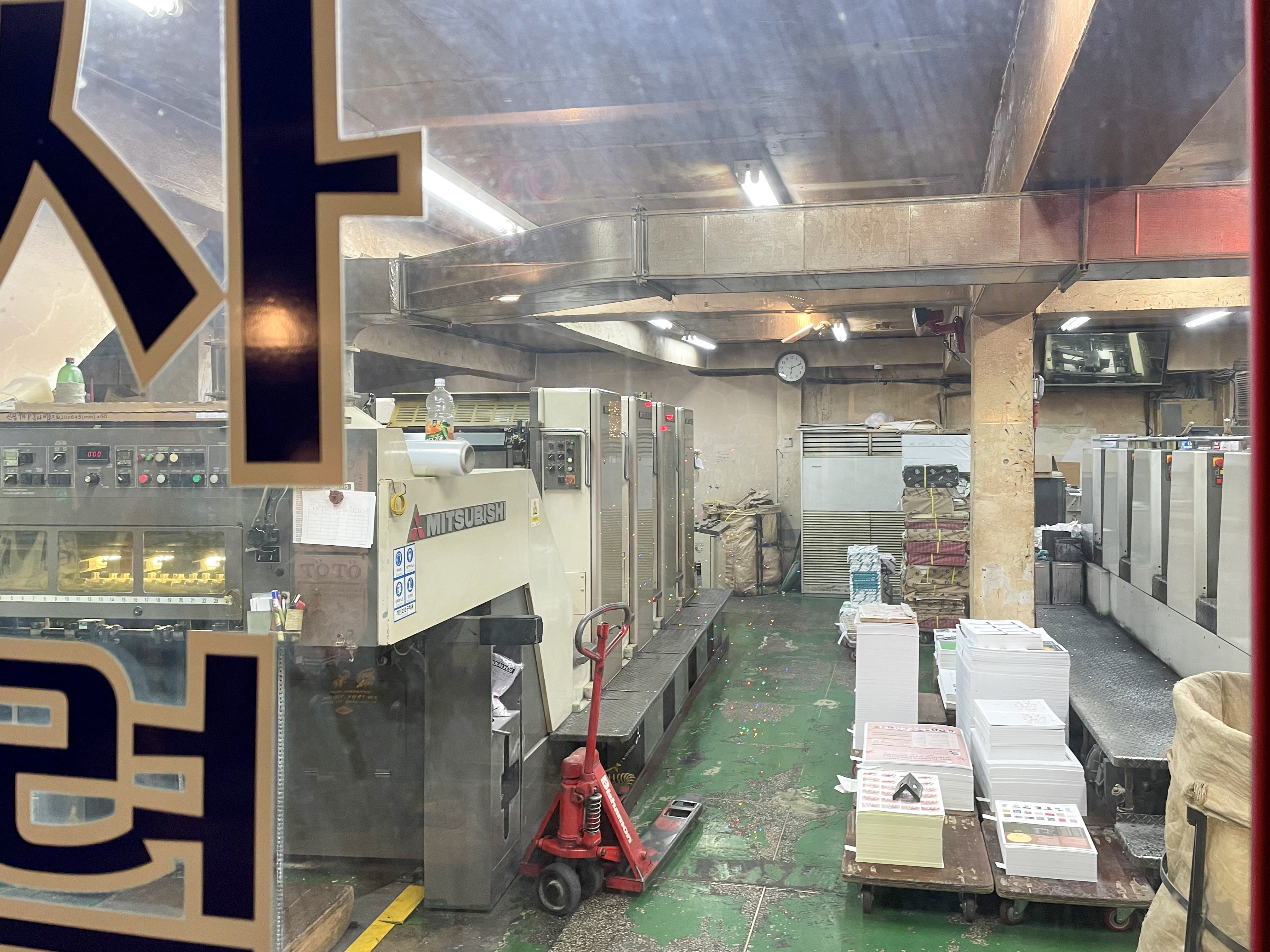
을지로 인쇄골목의 인쇄소
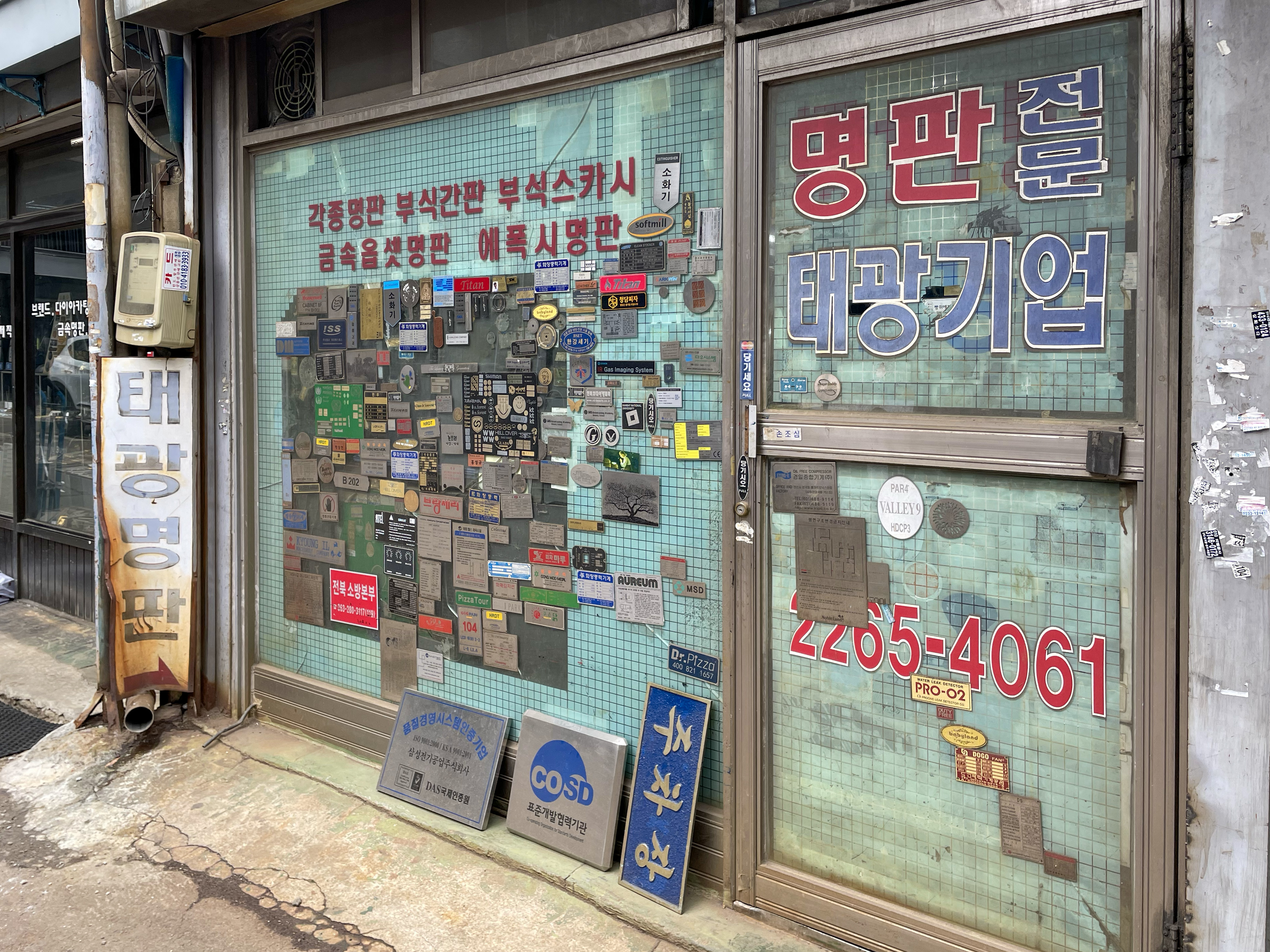
태광명판, 살림동 지역에 위치

### 금속 작품
이 지역에는 금속 가공 산업이 집중되어 있습니다. 이들 매장은 주로 살림동 지역에 위치해 있다. 금속 도매, 절단, 주조, 조립 및 예술 분야의 사업이 있습니다.

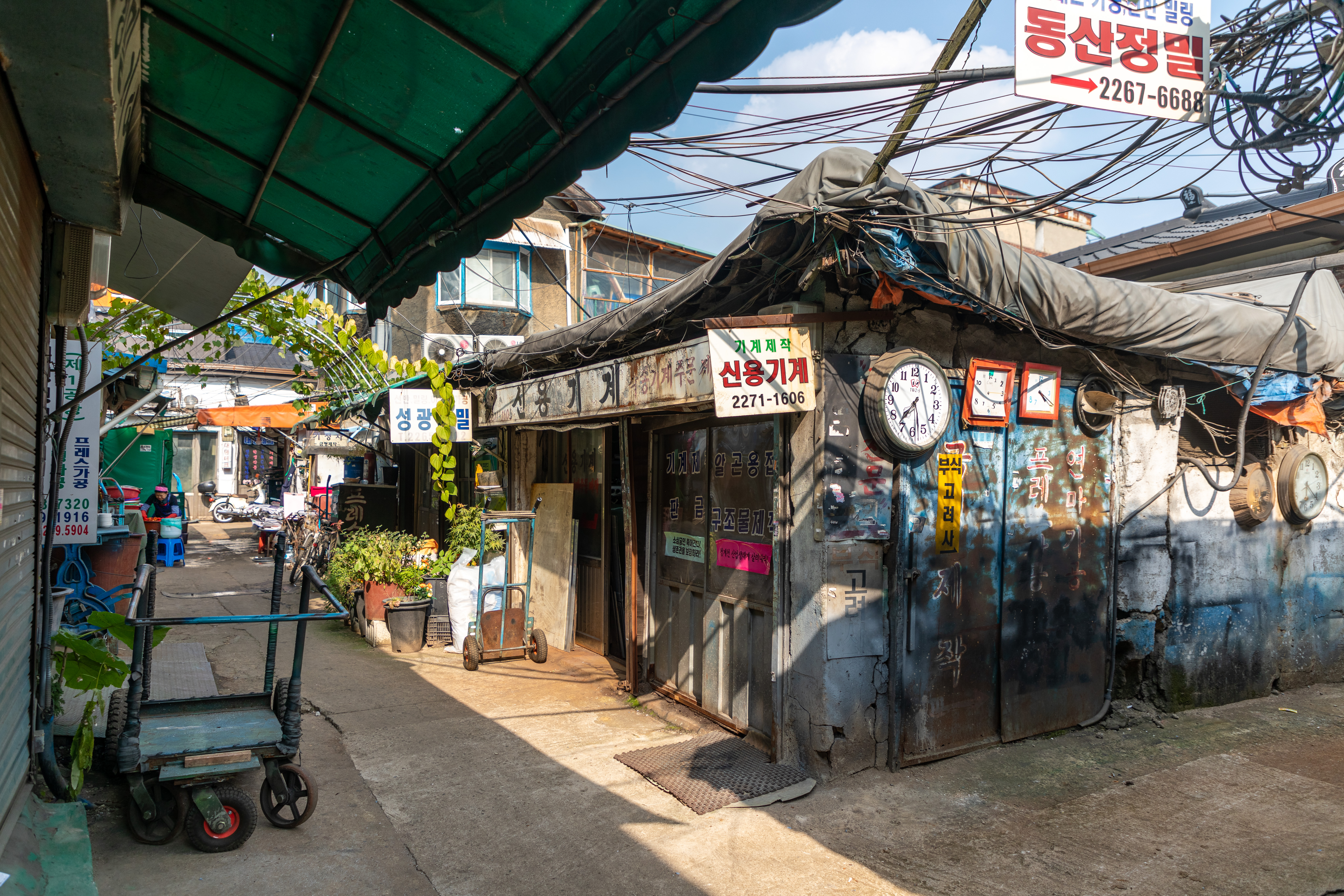
살림동 금속공장지구
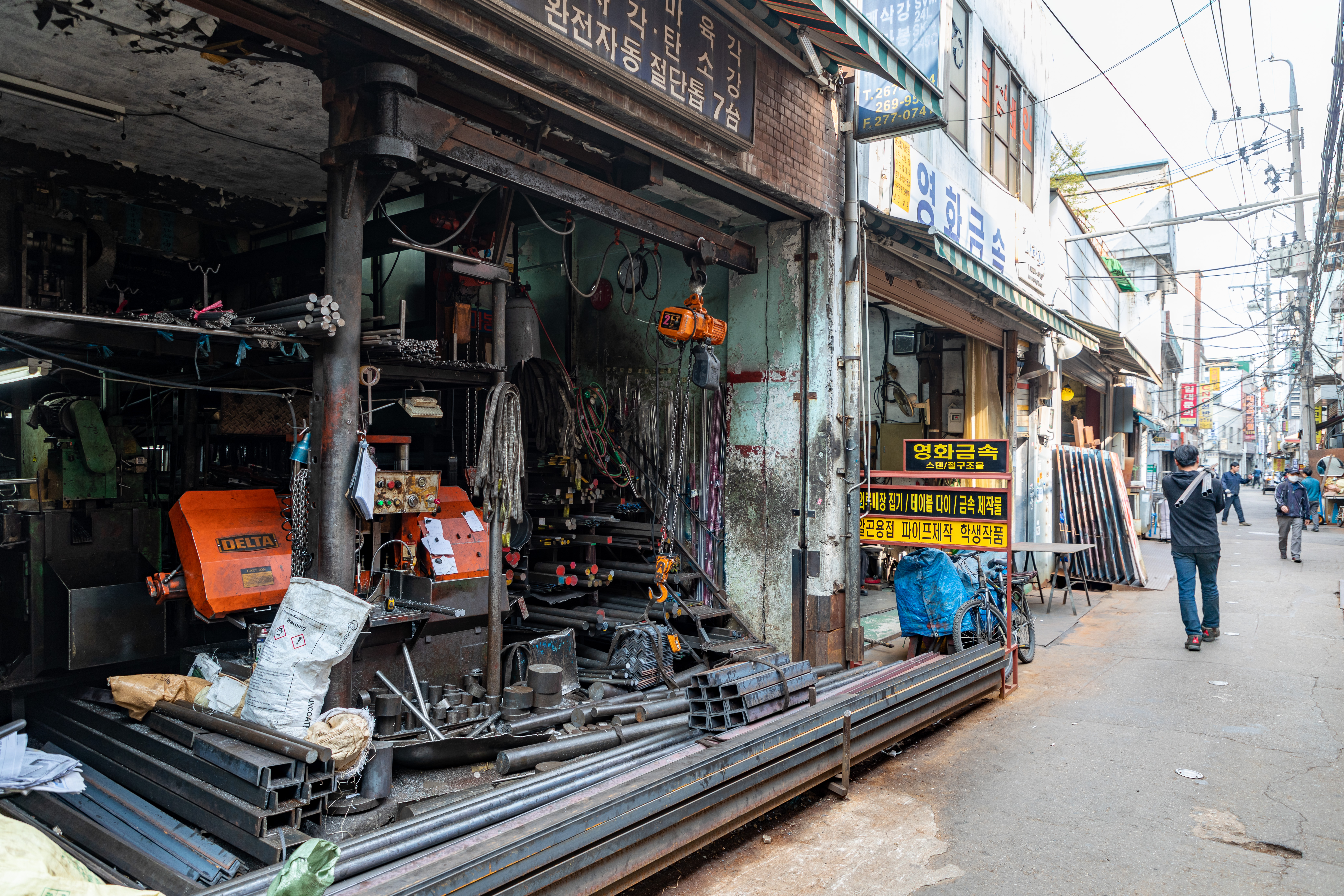
금속공구 금속절단점

### 전자제품
대림플라자에는 전자제품, 아케이드 캐비닛 부품 및 조립 클러스터가 있습니다. 이 지역에는 가정용 조명 및 LED 소매점이 많이 있습니다. 앰프, 전문 오디오 장비, CCTV 등을 전문으로 하는 공급업체가 있습니다.

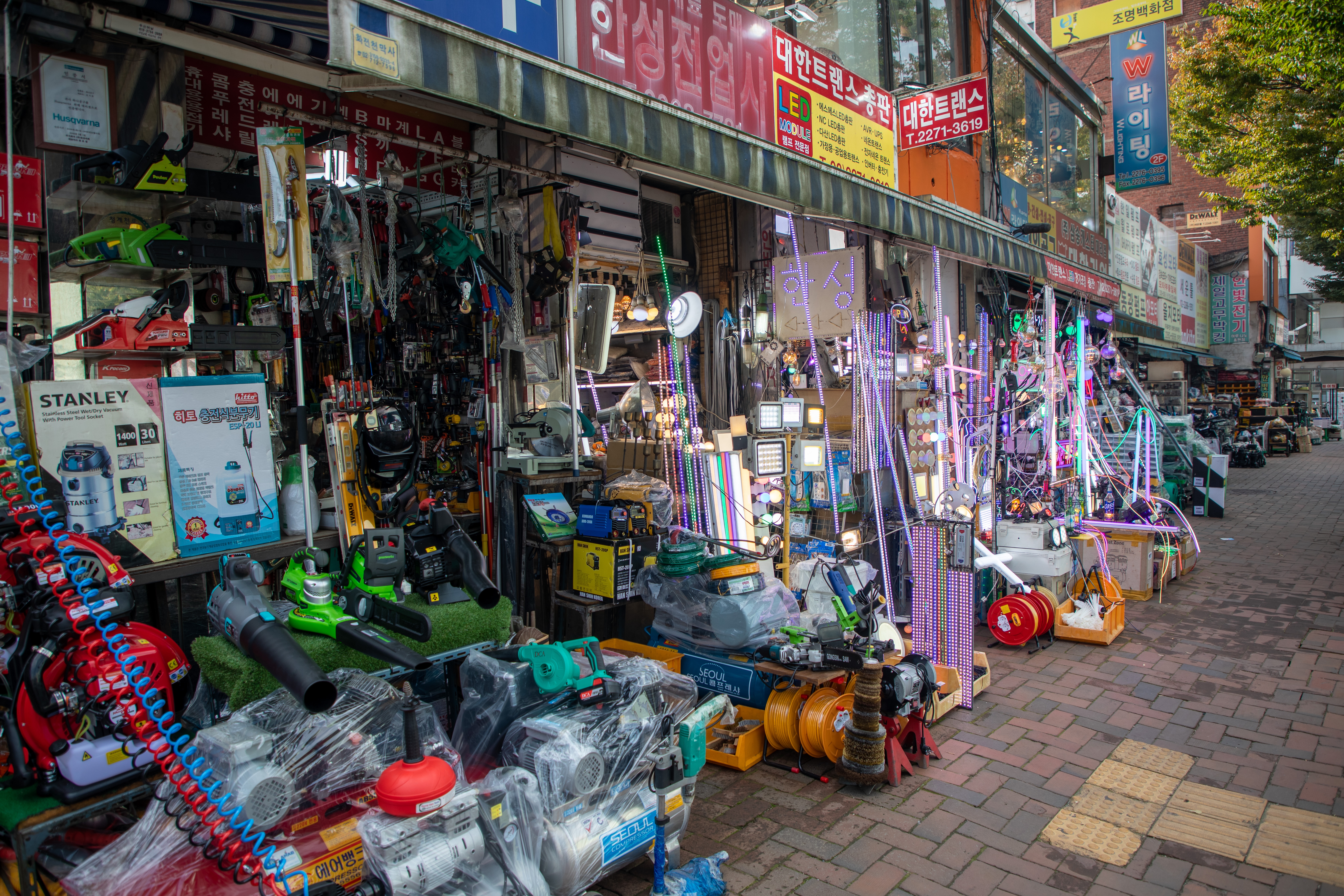
LED매장

### 방직 산업
일제강점기 황금정 시기 을지로 일대에는 방직 산업도 밀집되었다. 1919년 창립한 경방은 김성수가 인수한 이후인 1927년 황금정1정목(을지로1가)에 사옥을 마련하였다.

## 주요 경유지
서울특별시
- 중구 (소공동 - 을지로1가 - 을지로2가 - 을지로3가 - 을지로4가 - 을지로5가 - 을지로6가 - 을지로7가 - 신당동)

## 노선
| 교차로               | 접속 노선     | 소재지        | 소재지           | 비고             |
| 소공로와 직결        | 소공로와 직결 | 소공로와 직결 | 소공로와 직결    | 소공로와 직결    |
| -------------------- | ------------- | ------------- | ---------------- | ---------------- |
|                      | 소공로        | 중구          | 소공동           | 교차로 이름 없음 |
| 시청                 | 무교로        | 중구          | 명동             |                  |
| 을지로1가            | 남대문로      | 중구          | 명동             |                  |
| 을지로2가            | 삼일대로      | 중구          | 명동             |                  |
| 을지로3가역          | 수표로        | 중구          | 명동             |                  |
| 을지로3가역          | 수표로        | 중구          | 을지로동         |                  |
| 을지로3가            | 충무로        | 중구          |                  |                  |
| 을지로4가            | 창경궁로      | 중구          |                  |                  |
| 을지로5가            | 동호로        | 중구          |                  |                  |
|                      | 을지로39길    | 중구          | 교차로 이름 없음 |                  |
| 광희동               | 을지로39길    | 중구          | 교차로 이름 없음 |                  |
| 동대문역사문화공원   | 장충단로      | 중구          |                  |                  |
| 동대문역사문화공원역 | 을지로45길    | 중구          |                  |                  |
| 한양공고앞           | 퇴계로        | 중구          |                  |                  |
| 한양공고앞           | 퇴계로        | 중구          | 신당동           |                  |

## 부속도로
- ●: 전 구간 해당
- ▲: 일부 구간 해당
- ✖: 해당 없음

| 도로명       | 기점             | 종점             | 총연장 (m) | 차량 통행 가능 | 일방통행 | 소재지 | 소재지   |
| ------------ | ---------------- | ---------------- | ---------- | -------------- | -------- | ------ | -------- |
| 을지로1길    | 을지로1가 50     | 무교동 1         | 349        | ●              | ▲        | 중구   | 명동     |
| 을지로3길    | 을지로1가 87     | 다동 33          | 337        | ▲              | ✖        | 중구   | 명동     |
| 을지로5길    | 을지로2가 11     | 수하동 39-3      | 183        | ●              | ✖        | 중구   | 명동     |
| 을지로7길    | 을지로2가 50     | 수하동 4-3       | 213        | ●              | ✖        | 중구   | 명동     |
| 을지로9길    | 을지로2가 101-46 | 수표동 47-6      | 214        | ●              | ✖        | 중구   | 명동     |
| 을지로11길   | 을지로3가 65-7   | 수표동 11-1      | 219        | ●              | ●        | 중구   | 명동     |
| 을지로11길   | 을지로3가 65-7   | 수표동 11-1      | 219        | ●              | ●        | 중구   | 을지로동 |
| 을지로12길   | 을지로3가 334-5  | 저동2가 20-1     | 194        | ●              | ●        | 중구   |          |
| 을지로13길   | 을지로3가 65-2   | 을지로3가 96-1   | 120        | ●              | ●        | 중구   |          |
| 을지로14길   | 을지로3가 315-5  | 초동 19-5        | 218        | ●              | ●        | 중구   |          |
| 을지로15길   | 을지로3가 230-1  | 입정동 138-2     | 236        | ✖              | ✖        | 중구   |          |
| 을지로16길   | 을지로3가 282-10 | 초동 18-5        | 234        | ●              | ●        | 중구   |          |
| 을지로17길   | 을지로3가 241-8  | 입정동 1-3       | 231        | ●              | ✖        | 중구   |          |
| 을지로18길   | 을지로3가 255-1  | 인현동1가 94-1   | 258        | ●              | ●        | 중구   |          |
| 을지로19길   | 을지로4가 9-6    | 산림동 207-1     | 232        | ●              | ✖        | 중구   |          |
| 을지로20길   | 을지로4가 310-68 | 인현동2가 73-1   | 250        | ●              | ✖        | 중구   |          |
| 을지로20길   | 을지로4가 310-68 | 인현동2가 73-1   | 250        | ●              | ✖        | 중구   | 광희동   |
| 을지로22길   | 을지로4가 310-4  | 인현동1가 1-11   | 127        | ▲              | ✖        | 중구   |          |
| 을지로22길   | 을지로4가 310-4  | 인현동1가 1-11   | 127        | ▲              | ✖        | 중구   | 을지로동 |
| 을지로24길   | 을지로4가 310-72 | 인현동2가 134-19 | 240        | ✖              | ✖        | 중구   |          |
| 을지로24길   | 을지로4가 310-72 | 인현동2가 134-19 | 240        | ✖              | ✖        | 중구   | 광희동   |
| 을지로27길   | 을지로4가 127    | 주교동 75-7      | 265        | ●              | ●        | 중구   | 을지로동 |
| 을지로27가길 | 주교동 230       | 주교동 317-11    | 181        | ●              | ●        | 중구   | 을지로동 |
| 을지로28길   | 을지로4가 187-30 | 을지로4가 169-40 | 117        | ●              | ✖        | 중구   | 을지로동 |
| 을지로30길   | 을지로4가 161-1  | 오장동 69-11     | 324        | ✖              | ✖        | 중구   | 을지로동 |
| 을지로30길   | 을지로4가 161-1  | 오장동 69-11     | 324        | ✖              | ✖        | 중구   | 광희동   |
| 을지로32길   | 을지로5가 269-1  | 오장동 148-13    | 255        | ✖              | ✖        | 중구   |          |
| 을지로32길   | 을지로5가 269-1  | 오장동 148-13    | 255        | ✖              | ✖        | 중구   | 을지로동 |
| 을지로33길   | 을지로4가 157-1  | 을지로4가 104-1  | 237        | ●              | ●        | 중구   |          |
| 을지로35길   | 을지로5가 2-1    | 주교동 1-2       | 334        | ●              | ●        | 중구   |          |
| 을지로36길   | 을지로5가 273-9  | 오장동 139-17    | 251        | ●              | ●        | 중구   |          |
| 을지로36길   | 을지로5가 273-9  | 오장동 139-17    | 251        | ●              | ●        | 중구   | 광희동   |
| 을지로38길   | 을지로5가 72-1   | 쌍림동 34-3      | 259        | ●              | ●        | 중구   |          |
| 을지로38길   | 을지로5가 72-1   | 쌍림동 34-3      | 259        | ●              | ●        | 중구   | 을지로동 |
| 을지로39길   | 을지로6가 18-79  | 을지로6가 17-44  | 321        | ●              | ✖        | 중구   |          |
| 을지로39길   | 을지로6가 18-79  | 을지로6가 17-44  | 321        | ●              | ✖        | 중구   | 광희동   |
| 을지로40길   | 을지로6가 53-4   | 광희동1가 12-1   | 205        | ●              | ●        | 중구   |          |
| 을지로41길   | 을지로6가 18-133 | 을지로6가 18-79  | 166        | ●              | ●        | 중구   |          |
| 을지로42길   | 을지로6가 30-5   | 광희동1가 98     | 191        | ●              | ●        | 중구   |          |
| 을지로43길   | 을지로6가 18-21  | 을지로6가 18-79  | 217        | ●              | ●        | 중구   |          |
| 을지로44길   | 을지로6가 21-31  | 광희동1가 175-2  | 191        | ●              | ●        | 중구   |          |
| 을지로45길   | 을지로7가 2-36   | 신당동 204-9     | 434        | ●              | ✖        | 중구   |          |
| 을지로45길   | 을지로7가 2-36   | 신당동           | 434        | ●              | ✖        | 중구   |          |

## 건물
- 서울특별시청 을지로별관: 서울특별시 중구 을지로 23
- 삼성화재: 서울특별시 중구 을지로 29
- 하나은행: 서울특별시 중구 을지로 35
- SK텔레콤: 서울특별시 중구 을지로 65
- 하나은행: 서울특별시 중구 을지로 66
- 중소기업은행: 서울특별시 중구 을지로 79
- 훈련원공원: 서울특별시 중구 을지로 227
- 국립중앙의료원: 서울특별시 중구 을지로 245
- 동대문디자인플라자: 서울특별시 중구 을지로 281
- 한양공업고등학교 · 한양중학교: 서울특별시 중구 을지로 299
- 세운상가(대림상가 · 삼풍상가): 서울특별시 중구 을지로 157, 158
- 호텔 밀리오레: 서울특별시 중구 을지로6가 18-212

## 교통
- 을지로입구역(2호선): 서울특별시 중구 을지로 42
- 을지로3가역(2호선, 3호선): 서울특별시 중구 을지로 106, 129
- 을지로4가역(2호선, 5호선): 서울특별시 중구 을지로 178
- 동대문역사문화공원역(2호선, 4호선, 5호선): 서울특별시 중구 을지로 279

## 갤러리

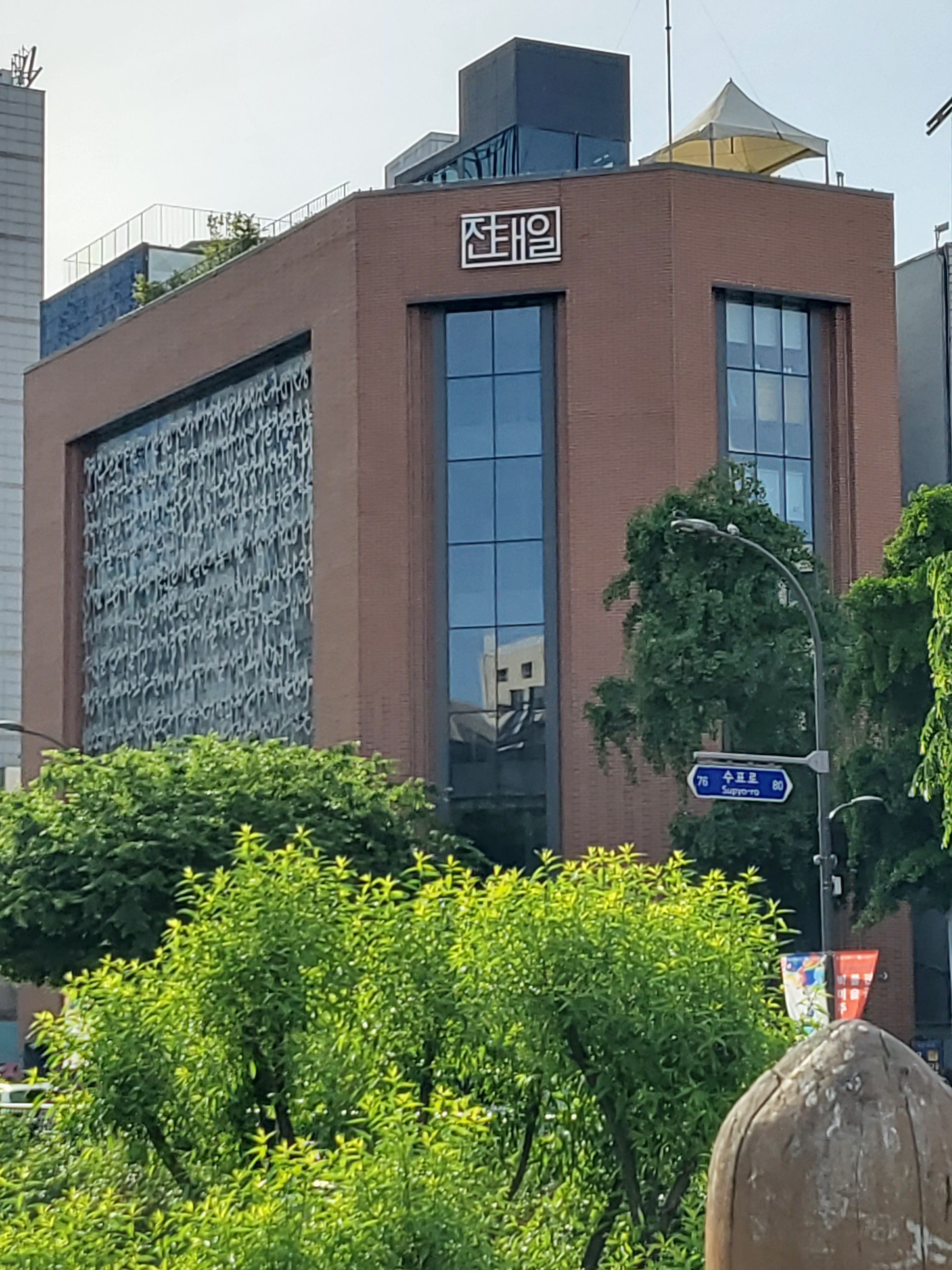
전태일기념관 외부모습
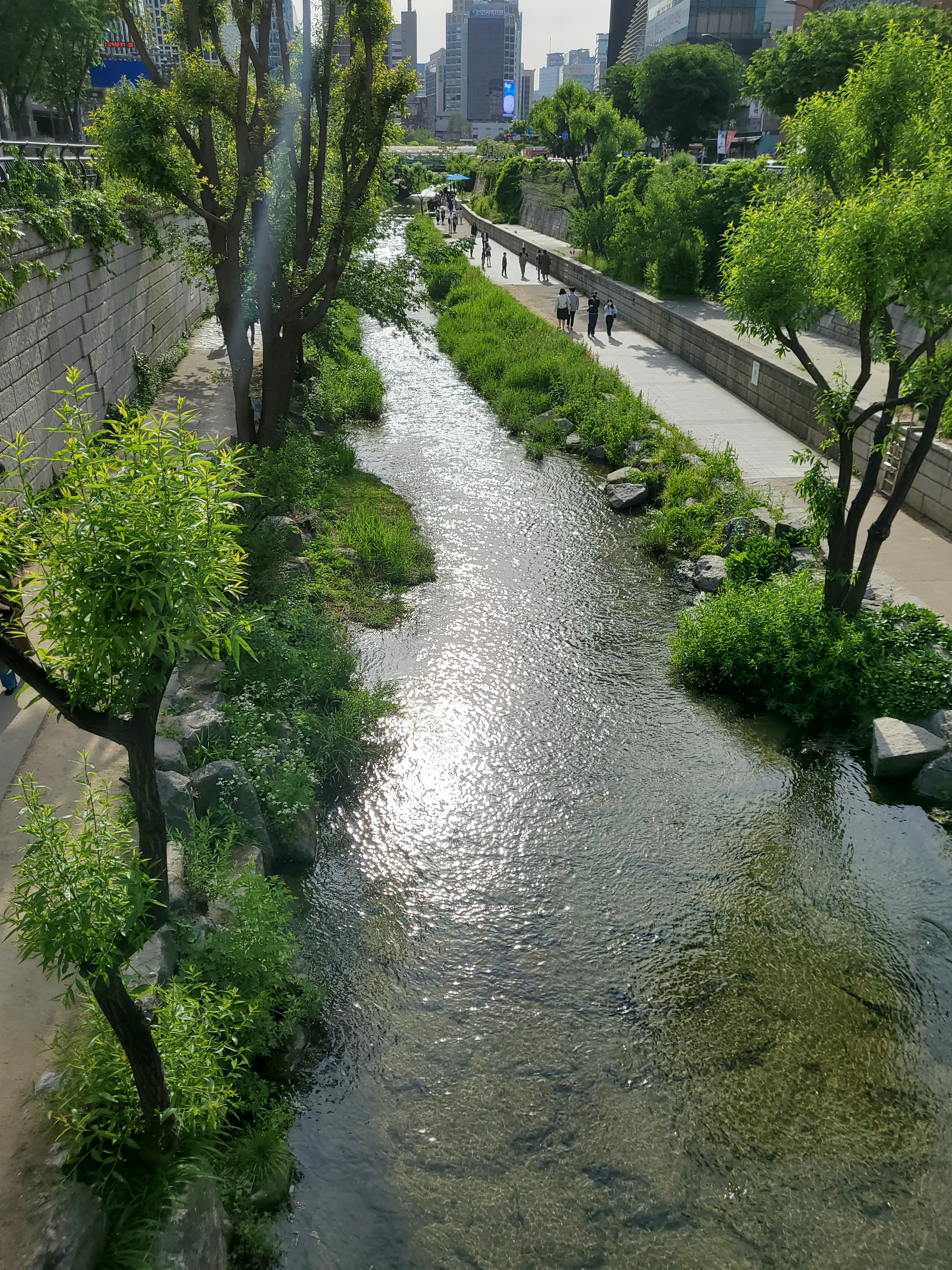
청계천
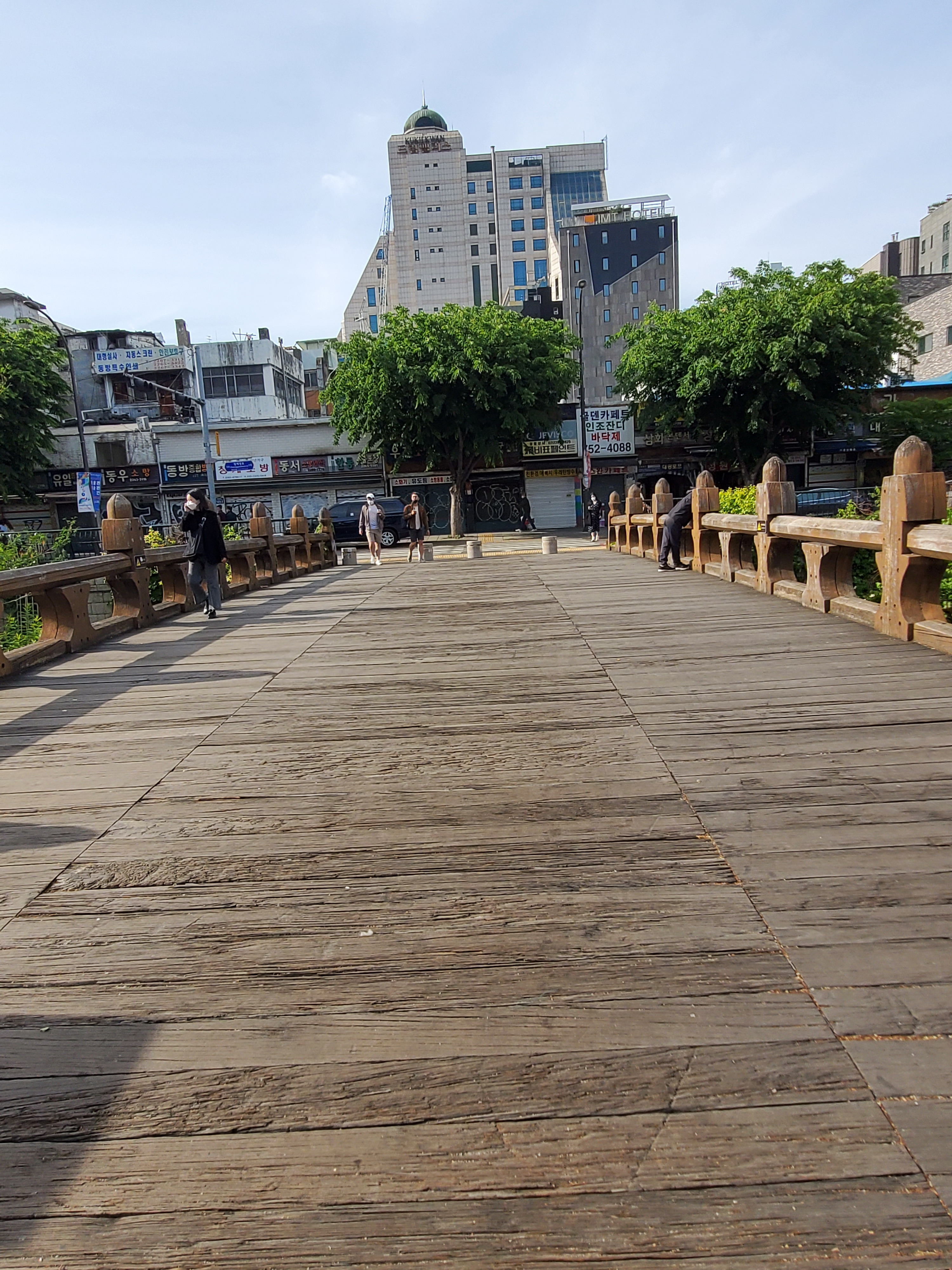
수표교
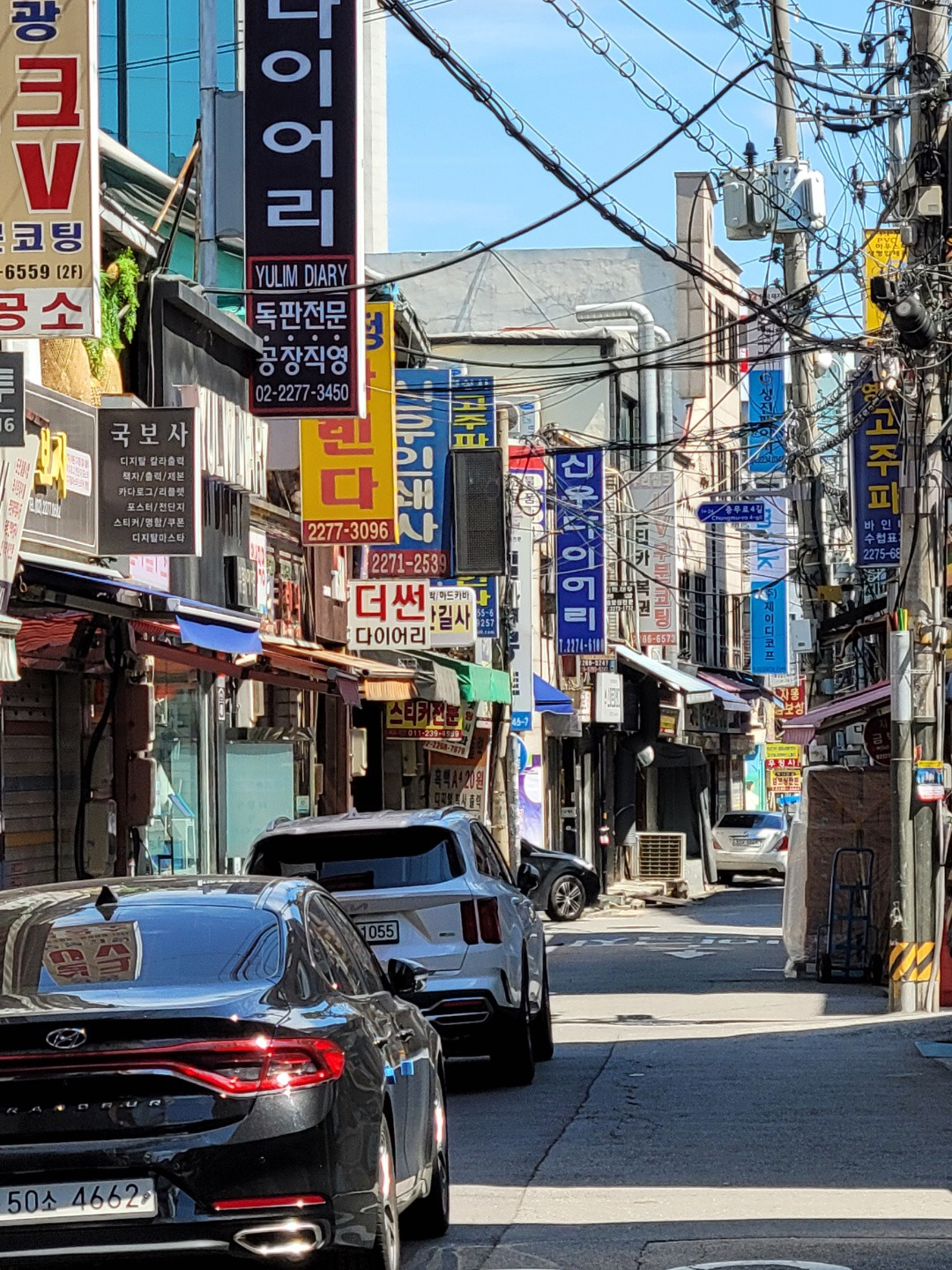
을지로 인쇄골목 (을지로18길)
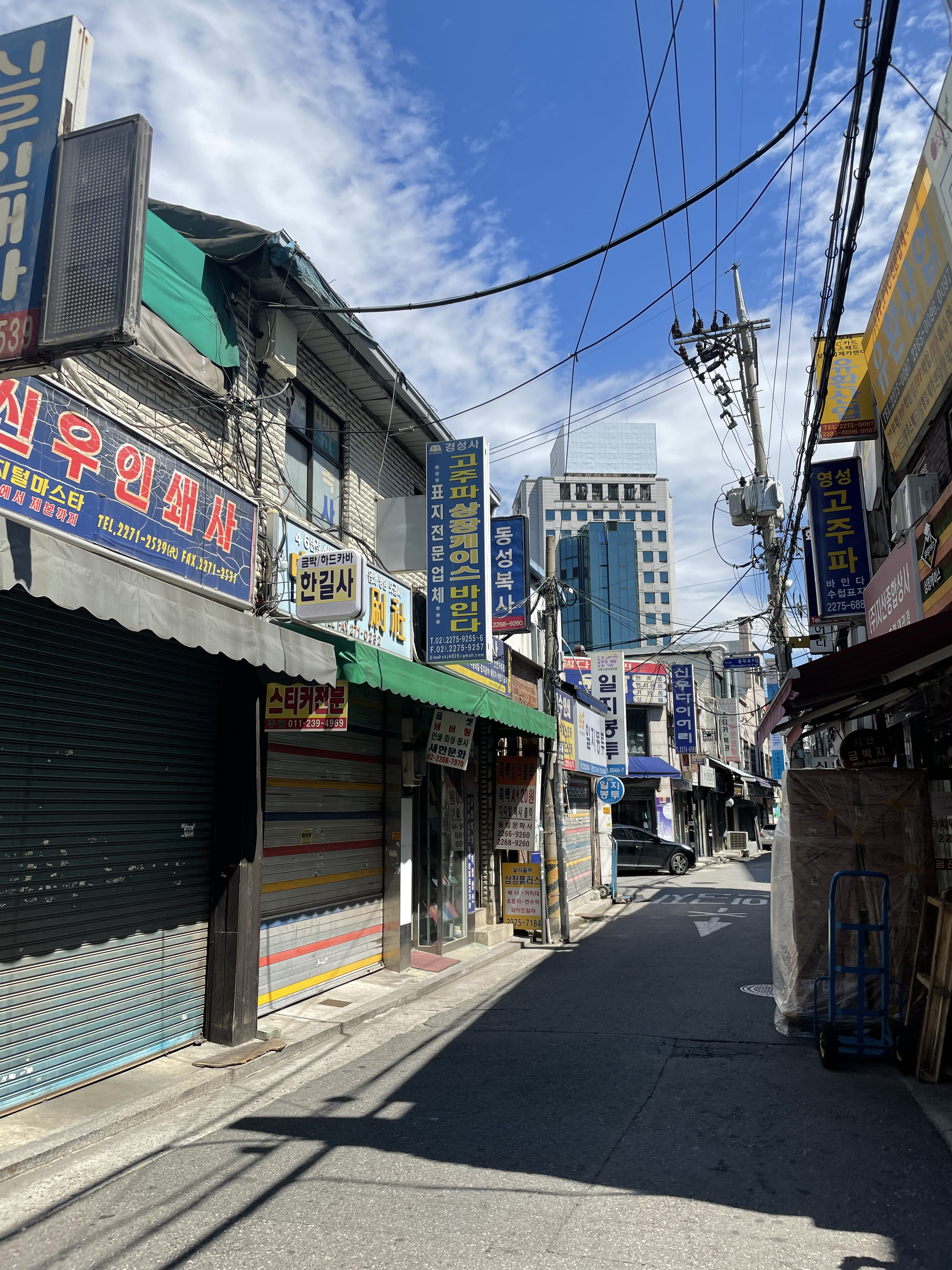
을지로 인쇄골목
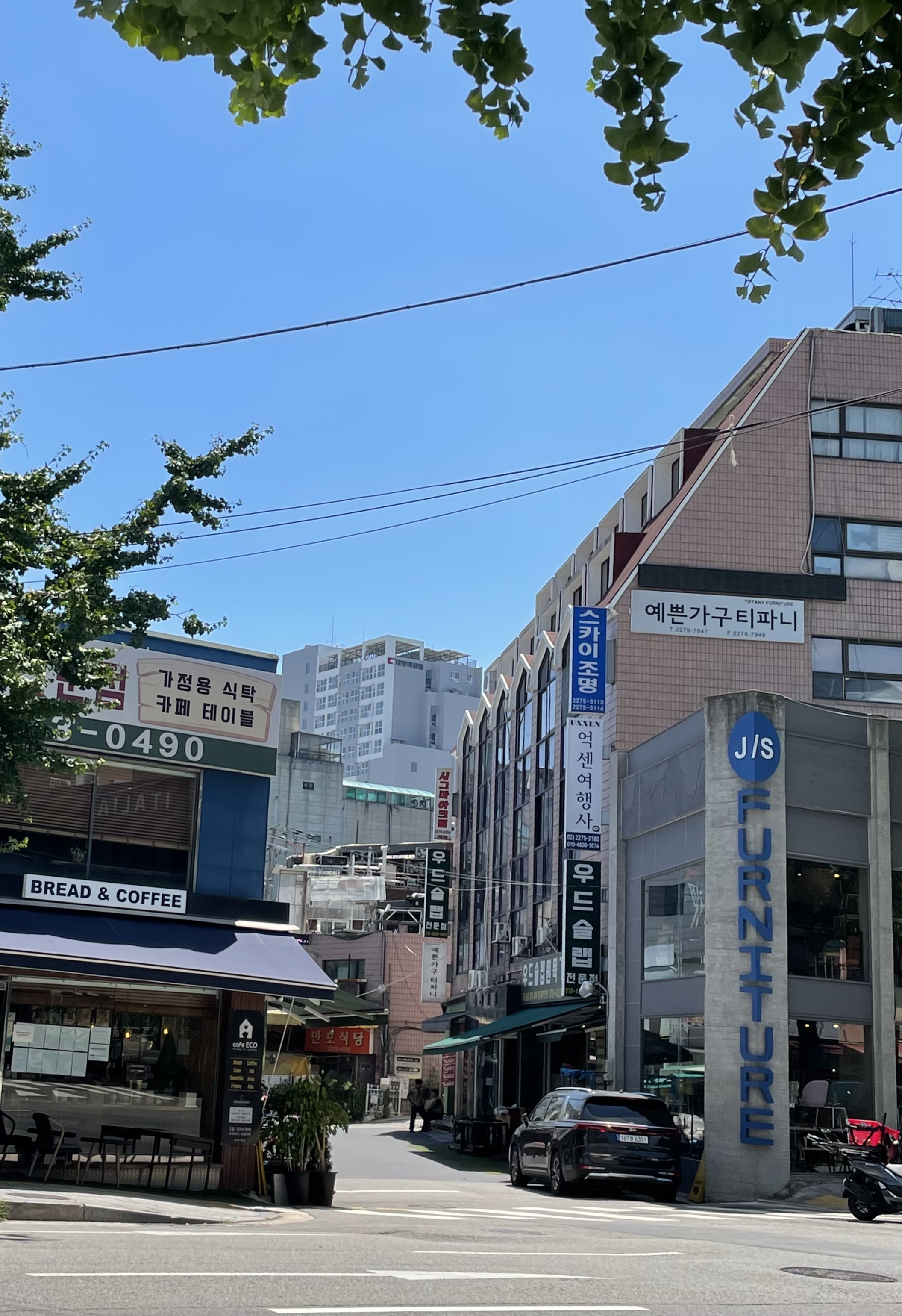
을지로 가구거리
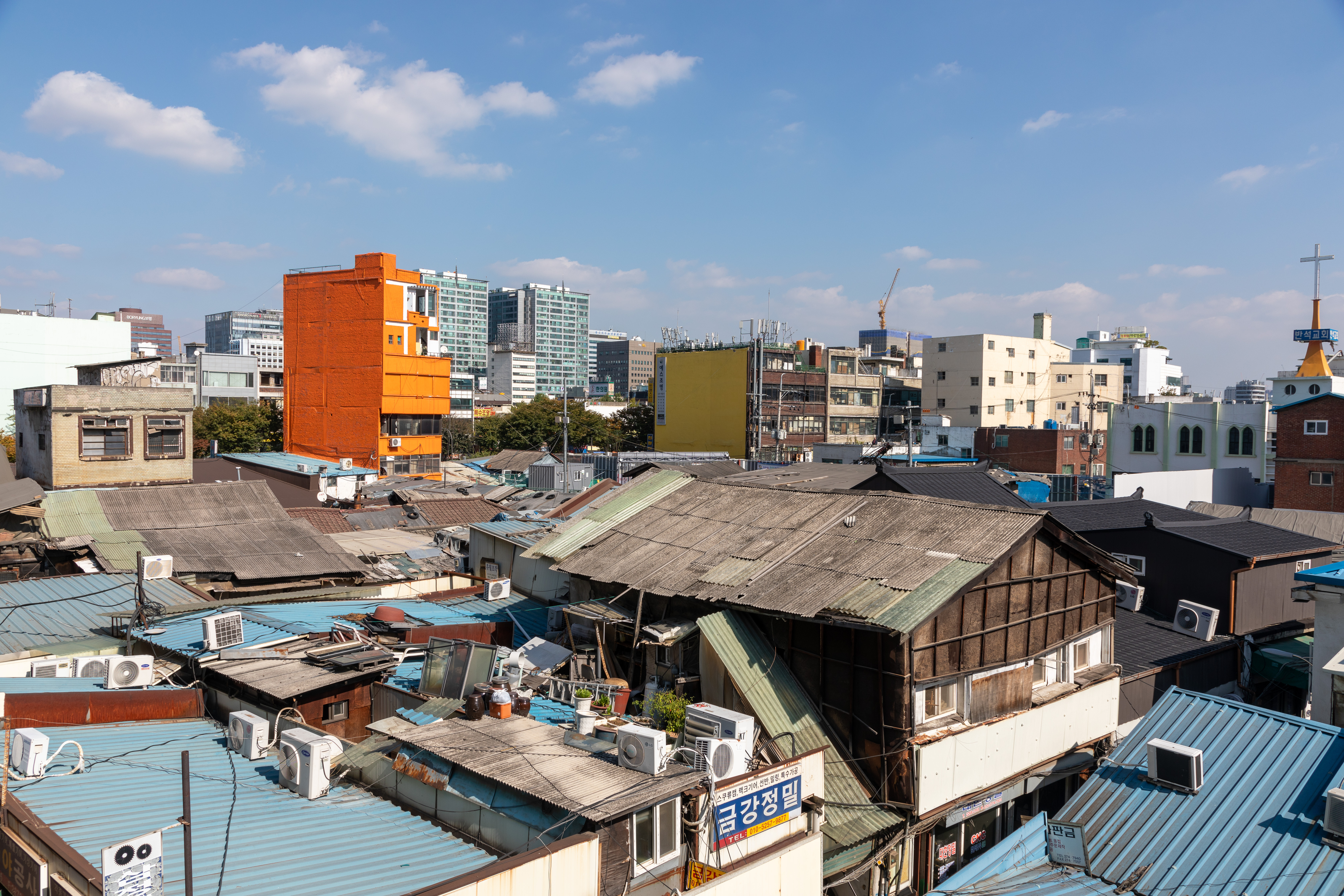
옥상과 특이한 주황색 건물

## 같이 보기
- 을지문덕
- 천간